# 臺灣人民共產黨

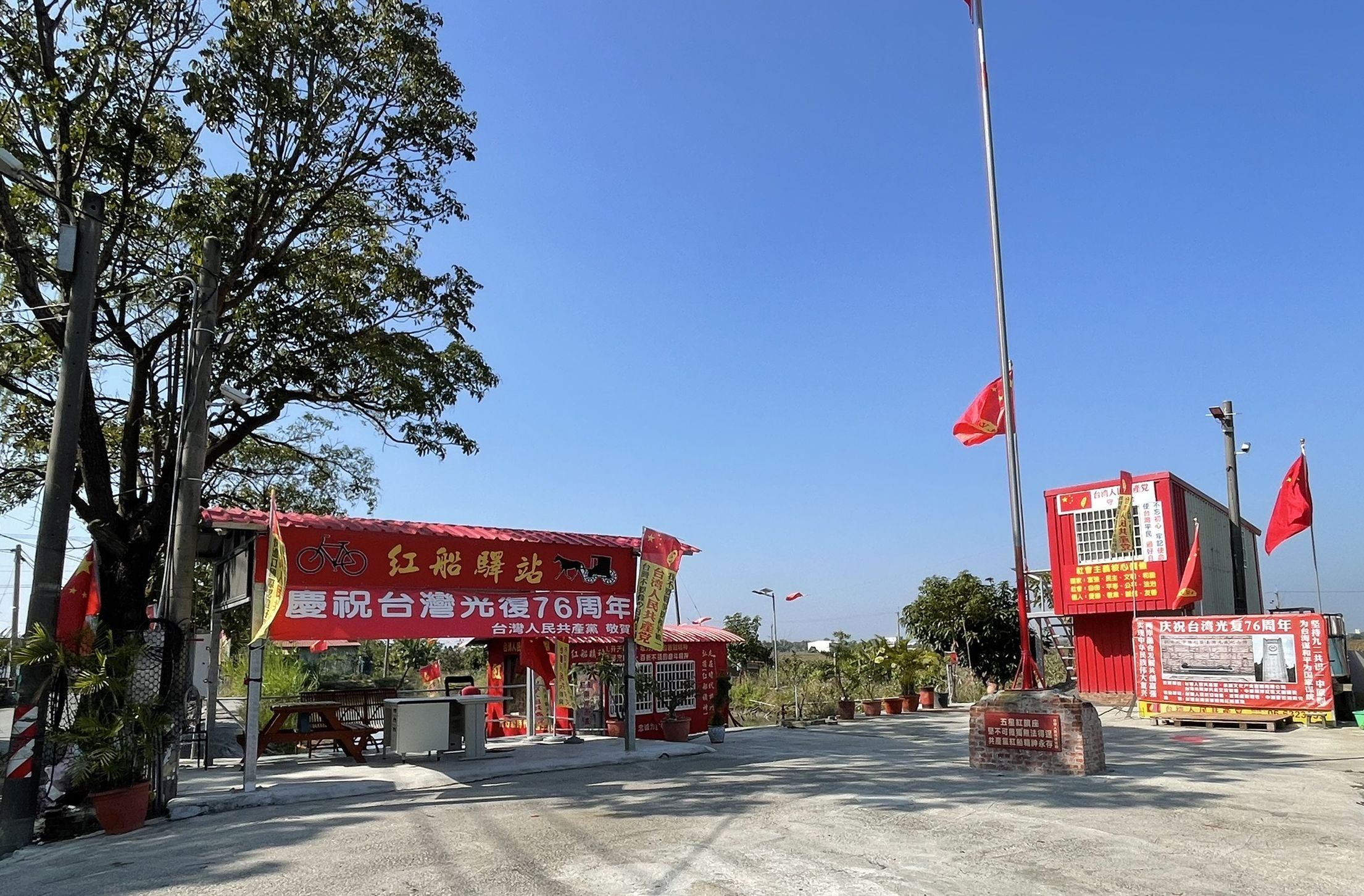
原台灣人民共產黨部（已被拆除）

臺灣人民共產黨是一個中華民國政黨，成立于2017年2月4日，由林德旺担任「總理」。為台灣現今唯一以「共產黨」為名的合法政党。2022年2月26日，召開党员大會，將黨的最高領導人稱謂從「總理」改為「主席」，秘書長由主席任命。

## 成立背景及政治理念
臺灣人民共產黨發起人林德旺，是一名台商，在中國大陸經商。林德旺原是中國國民黨中央委員，於2016年立法委員選舉中未獲中國國民黨提名參選立法委員，決定退黨參選台南市第一選舉區立委，但並未當選。因為對於中國國民黨與民主進步黨失望，「國民黨不爭氣，民進黨搞均貧」，林德旺決定發起新政黨。林德旺原以「台灣中國共產黨」為名向中華民國內政部申請政黨登記，但因內政部發函提醒政黨名稱應依《兩岸人民關係條例》等相關法令審慎衡酌，所以改為「臺灣人民共產黨」。2017年2月4日，臺灣人民共產黨在台南市新营区小園餐廳舉行成立大會，黨魁稱為「總理」，林德旺為首任總理。
臺灣人民共產黨成立的宗旨为“主张现代式社会主义發展經濟，坚持九二共识，推动两岸和平”。 臺灣人民共產黨成立時，目前有意加入的党员有1000人，林德旺计划一年内把党员发展到3万人；只要认同党的理念的台湾民众，包括中國大陸的台商，都可加入。林德旺说，各地的主要干部正在陆续挑选中，他们也会赴台湾各地举行党务发展说明会，未来也计划赴中國大陸进行政党交流。
2022年2月26日，臺灣人民共產黨第二届第二次党员大会，总理林德旺称谓改为主席。主席经由全体党员投票通过，再由主席任派副主席與秘書長。郑建炘担任副主席。

## 發展歷史
2017年8月18日，林德旺說，臺灣人民共產黨成立半年來，黨員約有三、四千人；以前的中國共產黨是政治文化鬥爭多、拚經濟少，現在的中國共產黨已經大翻轉、全力拚經濟，現在的台灣卻在狠拚政治鬥爭、不拚經濟、也不思人民福祉；唯有台海兩岸和平，才可以用心發展經濟。 
2018年7月13日，中華民國總統兼民主進步黨主席蔡英文到台南市麻豆代天府、佳里金唐殿參香揭匾，臺灣人民共產黨由林德旺率領十餘人揮五星紅旗如影隨形抗議，林德旺強調揮五星紅旗是受《中華民國憲法》言論自由之保障。林德旺說，台灣價值是民主、自由、讓台灣人民過著好日子，而不是假民主；呼籲蔡英文，應該兌現她自己的承諾“兩岸維持現狀”，更應該承認九二共識；一旦台海兩岸發生戰爭，台灣有權有勢的人早就逃往國外，最後受害的是台灣人民，所以蔡英文政府不要想聯合其他國家抵制中國大陸。

## 爭議

### 黨部違建遭拆除
2019年台南市新營區出現違章建築物「台灣人民共產黨天后宮」，經市府認定其為台灣人民共產黨部，屬政黨活動及集會場所，會有不特定人聚集，具公共場所性質，違反區域計畫法及建築法，屬應優先拆除的違建，後於9月20日執行強制拆除。
2019年11月28日，該黨黨魁林德旺與黨員前往台南市政府陳情抗議，主張市府選擇性辦案，違反行政中立，工務局及地政局官員應該查辦撤職。南市府回應表示該建築物違反區域計畫法及建築法屬於優先拆除個案，一切依法行政。
2022年該建築物原址重建，經檢舉後台南市政府工務局於2月18日再度執行強制拆除。

### 疑涉賄選事件

#### 2019年
2019年12月30日，法務部調查局高雄市調查處查抄臺灣人民共產黨中央黨部，還逮捕該黨黨員約60人，指控他們違反《公職人員選舉罷免法》，涉嫌賄選、要求支持統派候選人；林德旺質疑，這已經是蔡英文政府第二次迫害台灣人民共產黨，此舉是為了配合立法院本日三讀通過《反滲透法》而尋找「事實依據」。 林涉嫌在招待旅遊途中，呼籲支持台南某立委候選人，以及政黨票投特定統派，期約賄選。過程中還接受國台辦官員招待，參加者包括前台南縣新營市市長黃金鏞、臺灣人民共產黨前副總理郭文東、臺灣人民共產黨前副總理呂欣尚。

#### 2022年
台北市議員參選人鄭建炘涉嫌發放走路工賄選，臺北地檢署於10月7日發動搜索，約談相關人等到案。檢察官複訊後，於8日諭知鄭建炘、黨主席林德旺各以10萬元交保並限制出境出海。

### 五星旗口罩事件
2021年2月1日下午，林德旺等3人前往烏山頭水庫，為八田與一銅像戴上五星旗口罩，並宣講統派言論。活動過程攝影上網發布，遭警方以違反《社會秩序維護法》第68條第2款移送法辦，獲台南地院裁定免罰，駁回警方抗告。
2022年4月28日中午，林德旺等3人前往七股區黃昭堂紀念公園，於黃昭堂銅像前持統派言論看板，手持五星旗口罩置於銅像前，在銅像旁持五星旗，並宣講其為憲法所保障之言論自由。活動內容拍成影片上傳社群網路，再遭警方以違反《社會秩序維護法》第68條第2款移送法辦。台南地院再判不罰，並提醒行使公權力者切勿濫行處罰，後駁回警方抗告。

### 被指中共資助滲透
2023年10月，臺灣人民共產黨遭檢察官指控，時任黨主席林德旺收受中共中央台湾工作办公室財物，在台滲透長達10年、暗中從事統戰、危害主權及自由民主憲政秩序，企圖影響台灣選舉、宣揚共產理念，依反滲透法起訴，並建請法院從重量刑。
國台辦發言人稱，這是民進黨當局「刻意製造的綠色恐怖」，升高兩岸對立，並說這在「謀取不正當選舉利益」，且升高兩岸對立。

## 外部連結
- .   [2022-05-22]. （原始内容存档于2022-05-31）.